# 32111 Mallorydecoster
32111 Mallorydecoster este o planetă minoră (asteroid) din centura de asteroizi. A fost descoperită pe 28 mai 2000 la Stația Anderson Mesa de Lowell Observatory Near-Earth-Object Search. 
Obiectul prezintă o orbită caracterizată de o semiaxă mare de 2,6821238 UAi, o excentricitate de 0,16, o înclinație de 5,68699 ° în raport cu ecliptica.